# Bernhard Schuchardt
Bernhard Schuchardt (* 22. Mai 1823 in Teichhof bei Hessisch Lichtenau; † 17. Dezember 1911 in Gotha) war ein deutscher Mediziner und Ministerialbeamter.

## Leben
Schuchardt war Sohn des Gutsbesitzers Johann Friedrich Schuchardt. Er begann an der Philipps-Universität Marburg Medizin zu studieren. Am 13. Dezember 1844 wurde er im Corps Teutonia zu Marburg recipiert. Als Subsenior und Consenior ausgezeichnet, wechselte er an die Georg-August-Universität Göttingen. Dort gehörte er zu den Stiftern des Corps Hasso-Nassovia Göttingen. Am 23. Dezember 1847 wurde er in Marburg zum Dr. med. promoviert. Er habilitierte sich 1849 in Göttingen und wurde Privatdozent. 1860 kam er als Obergerichts-, Land- und Stadtphysikus nach Nienburg/Weser. Das Ministerium des Herzogtums Sachsen-Coburg und Gotha berief ihn 1867 als Regierungs- und Medizinalrat und Vortragenden Rat. Zehn Jahre später wurde er zum Geheimen Regierungsrat und Obermedizinalrat ernannt. 1849 hatte er Fräulein Conradi geheiratet. Aus der Ehe gingen acht Kinder hervor.
Ein Verzeichnis von Schuchardts sämtlichen und noch nach 1885 erschienenen Arbeiten befindet sich in der von ihm zur Erinnerung an seinen Promotionstag veröffentlichten Monographie.

## Veröffentlichungen
- Untersuchungen über die Anwendung des Magnesiahydrats als Gegenmittel gegen arsenige Säure und  Quecksilberchlorid. Göttingen 1852.
- Handbuch der allgemeinen und speciellen Arzneimittellehre und Receptirkunst. Braunschweig 1858.
- mit Theodor Husemann, Moritz Seidel und Adolf Schauenstein: Die Vergiftungen in gerichtsärztlicher Beziehung, 2 Bd. des Handbuchs der gerichtlichen Medizin von Josef von Maschka. Tübingen 1882.[5]
- Zwillingsgeburt mit Placenta praevia. M. f. Geburtsk. 1861.
- Ueber den Tod durch Ertrinken. Neuer Beitrag, durch Versuche an Thieren erläutert. Adolph Henke's Zeitschrift für die Staatsarzneikunde 1862.
- Geschichte des anatomisch-chirurgischen Lehrinstituts, der späteren Heildienerschule zu Gotha. Zeitschrift für Epidemiologie.
- Ueber die Krankheiten der Arbeiter in den Braunsteinbergwerken (1874).
- Zur Geschichte des Gebrauchs der Schischm- (Chichm-) Samen bei Augenkrankheiten, analog der Anwendung der Jequirity-Samen (1884).
- Ueber die schmerzhafte Compression der Nervi vagi als diagnost. Hülfsmittel zur Erkennung von Krankheiten innerer Organe (1885).
- Ueber die Einwirkung der Salicylsäure und deren Salze auf die Gebärmutter. Correspondenzblatt  des allgemeinen ärztlichen Vereins von Thüringen (1886).
- Zur Geschichte und Casuistik des Lathyrismus. Deutsches Archiv für klinische Medizin 40: 312-341 (1887).
- Ueber Darstellungen von chirurgischen Operationen und Verbänden aus dem Alterthume
- Ueber die Vergrößerungen der männlichen Brüste. Langenbeck’s Archiv für Chirurgie 85 (1884).
- Die Milchkrankheit der Nord-Amerikaner. Janus, Amsterdam 1898.
- Geschichtliches über Äther-Inhalationen im Jahr 1824.
- Zur Geschichte der Anwendung des Höhenklimas (Gebirgsklimas) behufs Heilung der Lungenschwindsucht (Lungentuberculose). Jahrbuch der kgl. Akademie gemeinnütziger Wissenschaften. Erfurt 1898 N. F. Heft XXIV.
- Weitere Mittheilungen über das Vorkommen von Krebs in gewissen Gegenden und über die Aetiologie desselben nebst Fortsetzung der Litteratur. Correspondenzblatt  des allgemeinen ärztlichen Vereins von Thüringen 1899.

## Herausgeber
- Zeitschrift für praktische Heilkunde und Medicinalwesen, mit besonderem Bezug auf Hannover und die angrenzenden Länder. Hannover, 4 Jahrgänge, 1864–1867.
- mit H. Pfeiffer: Zeitschrift für Epidemiologie und öffentliche Gesundheitspflege. Organ des allgem. ärztlichen Vereins von Thüringen, sowie der ärztl. Vereine des Mittelrheins. Darmstadt und Leipzig, 3 Jahrgänge, 1869–1871.[6]
- Briefe Hahnemann's an einen Patienten aus den Jahren 1793 bis 1805. Mit Einleitung und Anmerkungen herausgegeben. Tübingen 1886.